# Tor Endresen

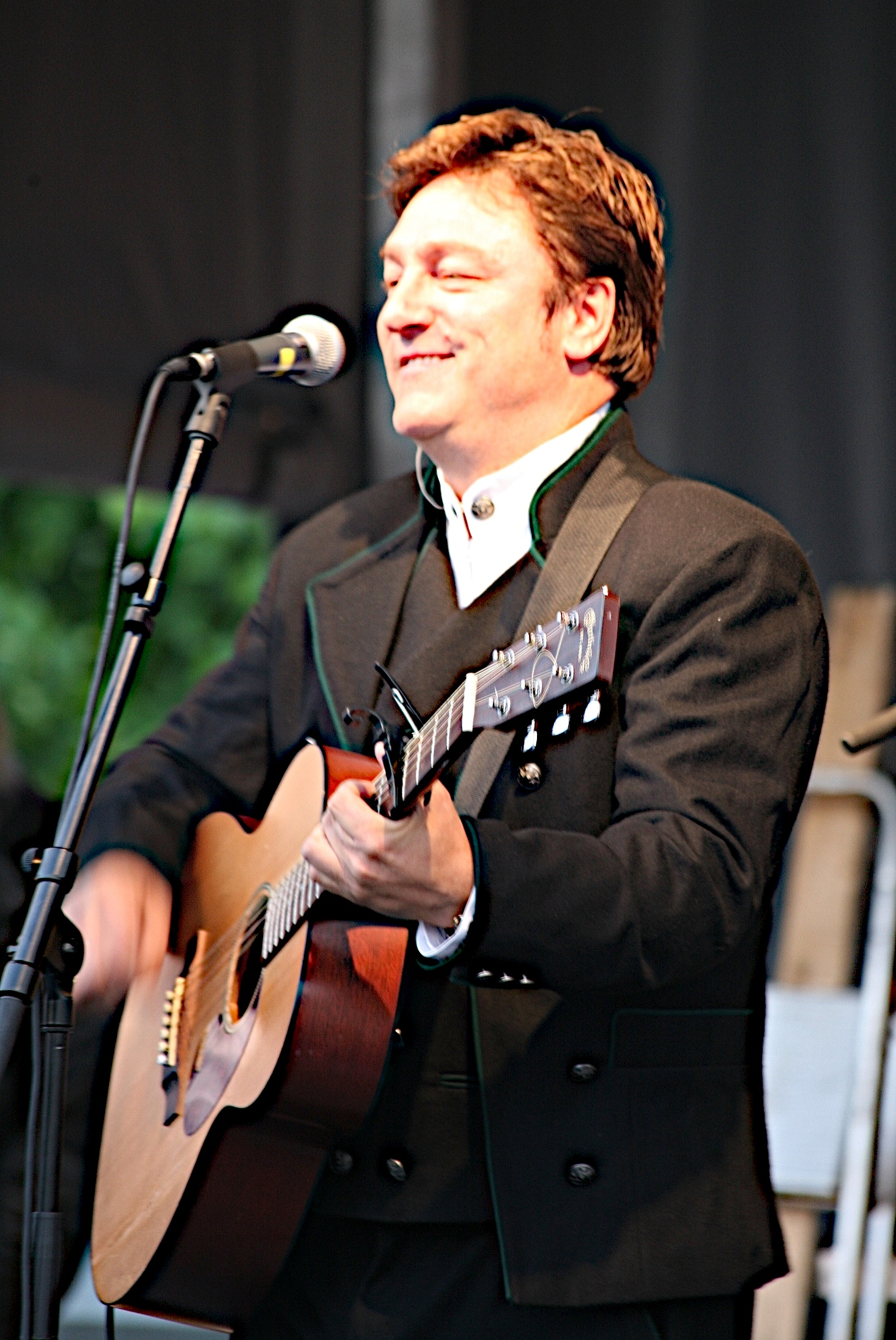
Tor Endresen num concerto a 23 de junho de 2007

Tor Lars Oskar Endresen (Bergen, 15 de Junho de 1959) é um cantor e compositor norueguês. 
Tor Endresen participou no Melodi Grand Prix diversas vezes, mas só venceu uma vez, tendo representado a Noruega no Festival Eurovisão da Canção 1997, interpretando San Francisco ou terminou em último lugar empatado com a cantora portuguesa Célia Lawson, ambos tiveram 0 pontos. 
Endresen fez parte de um popular programa da televisão norueguesa nos finais dos anos 90, um show com música pop das décadas de 1950 e 1960, um programa chamado  Lollipop. Endresen interpretava o papel de  empregado de bar cantor. Este programa teve 30 episódios e foram publicados três álbuns (em inglês) com música do show que foram muito vendidos na Noruega. 

## Sucessos
- 1992 "Radio Luxembourg" -
- 1991 "Ingen er så nydelig som du"

## Discografia

### Álbuns
- 2005 - Now And Forever
- 2004 - Retrofeelia
- 2001 - Julen i våre hjerter (Álbum de Natal, onde canta com a filha  Anne Sophie)
- 2001 - Trippel Tor (CD-box)
- 2000 - Blue
- 1999 - Tarzan -
- 1998 - Nære ting (com Rune Larsen)
- 1996 - Sanger
- 1995 - Det beste fra Lollipop (coleção)
- 1992 - Tor Endresen II
- 1992 - Collection (with Pål Thowsen) (coleção)
- 1991 - Lollipop Jukebox (com Rune Larsen, Carola, Karoline Krüger e The Lollipops)
- 1991 - Solo
- 1990 - Lollipop 2 (com Rune Larsen and The Lollipops)
- 1989 - Lollipop (com Rune Larsen)
- 1989 - Life Goes On (com Pål Thowsen)
- 1986 - Call Me Stranger (com Pål Thowsen) (inclui Ole Edvard Antonsen)

### Melodi Grand Prix
- 2006 - "Dreaming of a new tomorrow" (5th)
- 2005 - "Can you hear me" (with the group Seppo - 5th)
- 1999 - "Lover" (3rd)
- 1997 - "San Francisco" (1st)
- 1994 - "Aladdin" (2nd)
- 1993 - "Hva" (3rd)
- 1992 - "Radio Luxembourg" (2nd)
- 1990 - "Café le swing" (3rd)
- 1989 - "Til det gryr av dag" (2nd)
- 1988 - "Lengt" (4th)
- 1987 - "Hemmelig drøm" (9th)

### Festival Eurovisão da Canção
- 1997 - "San Francisco" (24º lugar)
- 1988 - "For Vår Jord" - fez parte do coro da cantora Karoline Krüger